# Kugelau (Waischenfeld)
Kugelau ist ein Gemeindeteil der Stadt Waischenfeld im Landkreis Bayreuth (Oberfranken, Bayern). Kugelau liegt in der Gemarkung Hannberg.

## Geografie
Der Weiler Kugelau liegt im zentralen Teil der Fränkischen Schweiz und südöstlich des Zeubaches, der ein linker Zufluss der Wiesent ist. Die Nachbarorte sind Neusig im Norden, Langweil im Nordosten, Eichig im Osten sowie Hannberg und Zeubach im Südwesten. Der Weiler ist von dem drei Kilometer entfernten Waischenfeld aus über die Kreisstraße BT 15 erreichbar.

## Geschichte
Bis zur Gebietsreform in Bayern war Kugelau ein Gemeindeteil der Gemeinde Hannberg im Landkreis Pegnitz. Die mit dem bayerischen Gemeindeedikt von 1818 gebildete Gemeinde hatte 1961 insgesamt 261 Einwohner, davon 29 in Kugelau, das damals sechs Wohngebäude hatte. Nachdem die Gemeinde Hannberg am 30. Juni 1972 aufgelöst worden war, wurde Kugelau zu einem Gemeindeteil der Stadt Waischenfeld.

## Baudenkmäler

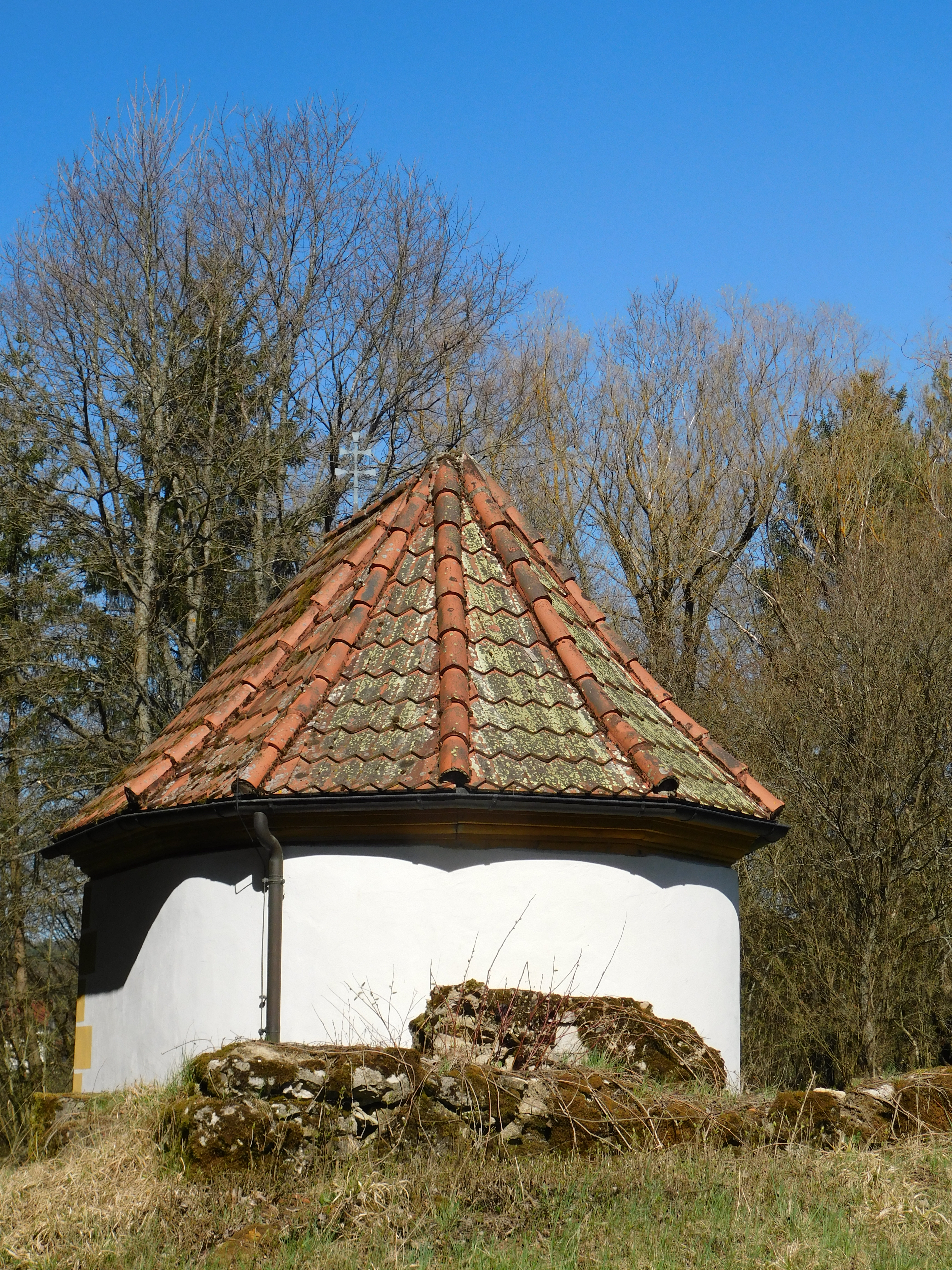
Kapellenrückseite

Einziges Baudenkmal ist eine Kapelle, die einen halben Kilometer südwestlich des Ortes an der Kreisstraße BT 15 liegt.